# Valentina Leontieva
Pour les articles homonymes, voir Leontieva.
Valentina Mikhaylovna Leontieva (en russe : Валентина Михайловна Леонтьева), née à Petrograd (Union soviétique) le 1er août 1923 et morte dans le district de Melekesski, dans l'oblast d'Oulianovsk le 20 mai 2007, est une présentatrice de télévision russe et une personnalité emblématique de la télévision soviétique, dont elle est l'une des premières présentatrices.

## Biographie
Dans son enfance, Valentina Leontieva fréquente un studio d'art dramatique. Lors de la Seconde Guerre mondiale, dans la ville de Leningrad assiégée, son père meurt de privations, tandis que sa mère et ses deux sœurs sont évacuées vers le village Novosselki dans l'oblast d'Oulianovsk. Valentina quant à elle intègre le service paramédical. Elle sera décorée de la médaille pour la Défense de Léningrad.
Après la guerre, elle étudie à l'Institut de technologie chimique de Moscou et travaille ensuite dans une polyclinique. Parallèlement, elle suit une formation théâtrale au sein du théâtre d'art de Moscou, dans la classe de Vassili Toporkov. Diplômée, elle devient actrice du théâtre dramatique de Tambov.
En 1954, elle vient travailler à la télévision centrale soviétique, d'abord comme assistante réalisatrice, puis comme présentatrice. En 1965-1967, elle vit à New York avec son mari Iouri Vinogradov, qui est diplomate, et leur fils Valentin. De retour en URSS, elle retrouve le chemin des studios de télévision. Elle présente plusieurs émissions musicales de divertissement, notamment Golouboï ogoniok entre 1962 et 1985. Mais plusieurs générations de Soviétiques se souviennent plus particulièrement d'elle grâce aux émissions pour enfants comme V gostiakh ou skazki, Spokoïnoï notchi malychi, Boudilnik et Oumelye rouki. Les enfants la surnommaient affectueusement « tante Valia ». En 1989, elle devient consultante à la télévision.
Dans les années 1990, après la dislocation de l'URSS, Valentina Leontieva tombe dans l'oubli et toutes ses tentatives de retour dans la profession se soldent par un échec. On lui décerne encore un Prix TEFI d'honneur en 2000. À partir de 2004, elle vit chez de lointains parents à Novossiolki et y reste jusqu'à sa mort. Elle est enterrée au cimetière de ce village.
En 2007, le Théâtre régional de marionnettes d'Oulianovsk est renommé en son nom. Une statue de l'artiste est inaugurée dans le centre de la ville en 2008 : elle est représentée assise sur un banc[réf. souhaitée].

## Filmographie partielle
- 1956 : Derrière la vitrine du grand magasin de Samson Samsonov : présentatrice de télévision
- 1962 : Sans peur ni reproche de Alexandre Mitta : présentatrice de télévision

## Récompenses et distinctions
- Prix national d'URSS
- Ordre de l'Insigne d'honneur
- Artiste du peuple de l'URSS
- Prix TEFI d'honneur en 2000